# 34477 Muntz
34477 Muntz è un asteroide della fascia principale. Scoperto nel 2000, presenta un'orbita caratterizzata da un semiasse maggiore pari a 3,0903017 au e da un'eccentricità di 0,1210252, inclinata di 2,12568° rispetto all'eclittica.